# Endurance: A Year in Space, a Lifetime of Discovery
Endurance: A Year in Space, a Lifetime of Discovery é um livro de 2017 escrito pelo astronauta norte-americano Scott Kelly e Margaret Lazarus Dean. O livro detalha a vida de Kelly, como também a de seu irmão gêmeo Mark Kelly, enquanto eles iam se tornando aviadores navais, pilotos de teste e quando foram selecionados para o Grupo 16 de Astronautas da NASA. Kelly relembra seus quatro voos, com um ênfase na missão de um ano na ISS, na qual participou.

O título do livro foi inspirado por Endurance: Shackleton's Incredible Voyage, um livro de 1959 que detalha os esforços épicos de Ernest Henry Shackleton e sua equipe para sobreviverem após seu navio Endurance ficar preso e ser esmagado por um iceberg no mar Antártico em 1915. Durante seu ano na Estação Espacial, Kelly ocasionalmente reveria a história do seu predecessor como forma de colocar as inevitáveis dificuldades de sua missão em perspectiva.